# Satellite Awards 2016

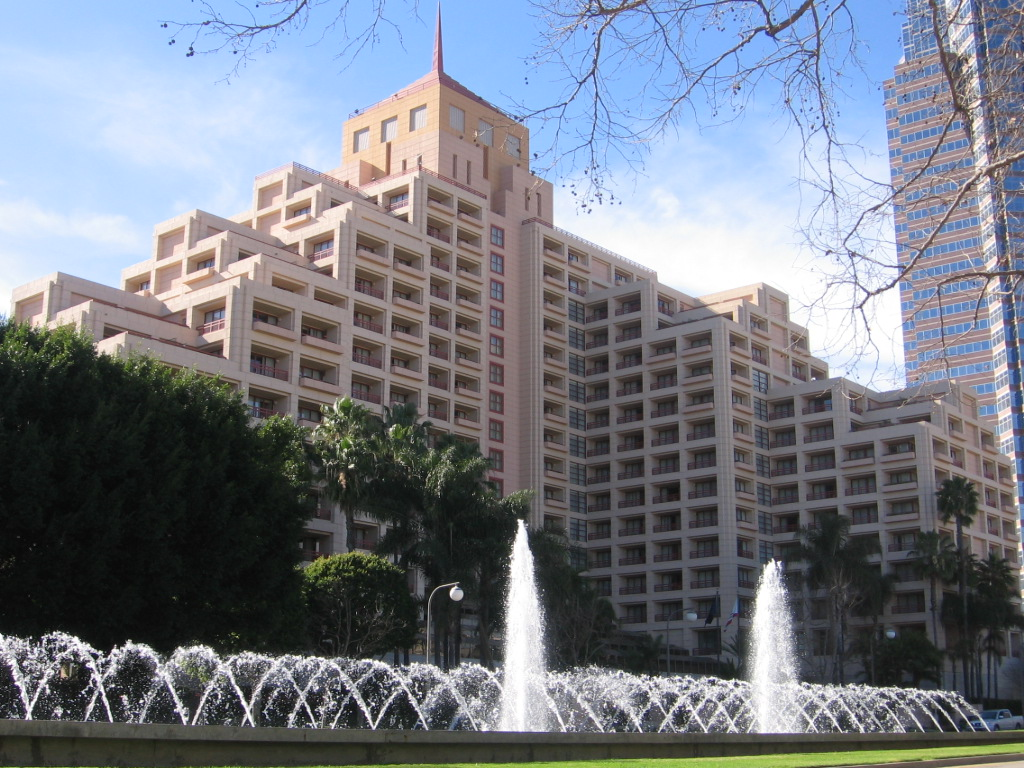
InterContinental Hotel in Los Angeles

Die 21. Verleihung der Satellite Awards, die von der International Press Academy (IPA) jedes Jahr in verschiedenen Film-, Fernseh- und Medienkategorien vergeben werden, fand am Sonntag, den 19. Februar 2017, im InterContinental Hotel in Los Angeles statt. Bei den 21. Satellite Awards wurden Filme und Serien des Jahres 2016 geehrt.
Die Nominierungen wurden am 29. November 2016 bekanntgegeben, die Gewinner am 18. Dezember 2016.

## Sonderauszeichnungen
- Auteur Award (für eine einzigartige Kontrolle über die Filmproduktionselemente) – Tom Ford
- Humanitarian Award (für wohltätige Leistungen in der Filmbranche) – Patrick Stewart
- Mary Pickford Award (für herausragende Beiträge zur Entertainment-Branche) – Edward James Olmos
- Tesla Award (für innovative Leistungen in der Filmproduktion) – John Toll
- Bester Erster Film (Best First Feature) – Russudan Glurjidze für House of Others

## Gewinner und Nominierte im Bereich Film
| Film                                          | N   | A |
| --------------------------------------------- | --- | - |
| La La Land                                    | 130 | 4 |
| Hacksaw Ridge – Die Entscheidung              | 9   | 3 |
| The Jungle Book                               | 7   | 2 |
| Manchester by the Sea                         | 7   | 2 |
| Moonlight                                     | 7   | 2 |
| Hidden Figures – Unerkannte Heldinnen         | 7   | 1 |
| Jackie: Die First Lady                        | 5   | 1 |
| Lion – Der lange Weg nach Hause (Lion)        | 5   | 0 |
| Captain Fantastic – Einmal Wildnis und zurück | 4   | 1 |
| Fences                                        | 4   | 0 |
| Die irre Heldentour des Billy Lynn            | 4   | 0 |
| Hell or High Water                            | 3   | 1 |
| Loving                                        | 3   | 1 |
| Nocturnal Animals                             | 3   | 0 |
| Sully                                         | 3   | 0 |
| Elle                                          | 2   | 1 |
| Snowden                                       | 2   | 1 |
| Alice im Wunderland: Hinter den Spiegeln      | 2   | 0 |
| Allied – Vertraute Fremde                     | 2   | 0 |
| BFG – Big Friendly Giant                      | 2   | 0 |
| Doctor Strange                                | 2   | 0 |
| Florence Foster Jenkins                       | 2   | 0 |
| Der glücklichste Tag im Leben des Olli Mäki   | 2   | 0 |
| Trolls                                        | 2   | 0 |

### Bester Film
La La Land (Major)

Manchester by the Sea (Independent)
Captain Fantastic – Einmal Wildnis und zurück
Fences
Hacksaw Ridge – Die Entscheidung
Hell or High Water
Hidden Figures – Unerkannte Heldinnen
Jackie: Die First Lady
Lion – Der lange Weg nach Hause
Loving
Moonlight
Nocturnal Animals

### Bester Hauptdarsteller
Andrew Garfield – Hacksaw Ridge – Die Entscheidung (Major)

Viggo Mortensen – Captain Fantastic – Einmal Wildnis und zurück (Independent)
Casey Affleck – Manchester by the Sea
Joel Edgerton – Loving
Joseph Gordon-Levitt – Snowden
Ryan Gosling – La La Land
Tom Hanks – Sully
Denzel Washington – Fences

### Beste Hauptdarstellerin
Ruth Negga – Loving (Major)

Isabelle Huppert – Elle (Independent)
Amy Adams – Nocturnal Animals
Annette Bening – Jahrhundertfrauen
Taraji P. Henson – Hidden Figures – Unerkannte Heldinnen
Natalie Portman – Jackie: Die First Lady
Emma Stone – La La Land
Meryl Streep – Florence Foster Jenkins

### Bester Nebendarsteller
Jeff Bridges – Hell or High Water
Mahershala Ali – Moonlight
Hugh Grant – Florence Foster Jenkins
Lucas Hedges – Manchester by the Sea
Eddie Murphy – Mr. Church
Dev Patel – Lion – Der lange Weg nach Hause

### Beste Nebendarstellerin
Naomie Harris – Moonlight
Viola Davis – Fences
Nicole Kidman – Lion – Der lange Weg nach Hause
Helen Mirren – Eye in the Sky
Octavia Spencer – Hidden Figures – Unerkannte Heldinnen
Michelle Williams – Manchester by the Sea

### Bester Dokumentarfilm
Der 13. (The 13th)
The Beatles: Eight Days a Week – The Touring Years
The Eagle Huntress
Seefeuer
Gleason
The Ivory Game – Das Elfenbein-Komplott
Life, Animated
O.J.: Made in America
Tower
Zero Days

### Bester fremdsprachiger Film
The Salesman (Foruschande), (Iran)
The Ardennes – Ohne jeden Ausweg, (Belgien)
Elle, (Frankreich)
Die Taschendiebin, (Südkorea)
Der glücklichste Tag im Leben des Olli Mäki, (Finnland)
Julieta, (Spanien)
Ein Mann namens Ove, (Schweden)
Ma’ Rosa, (Philippinen)
Paradies, (Russland)
Toni Erdmann, (Deutschland)

### Bester Film (Animationsfilm oder Real-/Animationsfilm)
Mein Leben als Zucchini
Findet Dorie
The Jungle Book
Kubo – Der tapfere Samurai
Miss Hokusai
Vaiana
Die rote Schildkröte
Trolls
Kimi no Na wa.
Zoomania

### Beste Regie
Kenneth Lonergan – Manchester by the Sea
Damien Chazelle – La La Land
Tom Ford – Nocturnal Animals
Mel Gibson – Hacksaw Ridge – Die Entscheidung
Barry Jenkins – Moonlight
Pablo Larraín – Jackie: Die First Lady
Denzel Washington – Fences

### Bestes adaptiertes Drehbuch
Oliver Stone und Kieran Fitzgerald – Snowden
Andrew Knight und Robert Schenkkan – Hacksaw Ridge – Die Entscheidung
Allison Schroeder und Theodore Melfi – Hidden Figures – Unerkannte Heldinnen
Justin Marks – The Jungle Book
Luke Davies – Lion – Der lange Weg nach Hause
Todd Komarnicki – Sully

### Bestes Originaldrehbuch
Barry Jenkins – Moonlight
Matt Ross – Captain Fantastic – Einmal Wildnis und zurück
Taylor Sheridan – Hell or High Water
Damien Chazelle – La La Land
Giorgos Lanthimos und Efthymis Filippou – The Lobster
Kenneth Lonergan – Manchester by the Sea

### Beste Filmmusik
Justin Hurwitz – La La Land
John Williams – BFG – Big Friendly Giant
Rupert Gregson-Williams – Hacksaw Ridge – Die Entscheidung
Hans Zimmer, Pharrell Williams und Benjamin Wallfisch – Hidden Figures – Unerkannte Heldinnen
John Debney – The Jungle Book
Lesley Barber – Manchester by the Sea

### Bester Filmsong
„City of Stars“ (von Justin Hurwitz) – La La Land
„Audition (The Fools Who Dream)“ (von Justin Hurwitz) – La La Land
„Can’t Stop the Feeling!“ (von Justin Timberlake) – Trolls
„Dancing With Your Shadow“ (von Burt Bacharach und Billy Mann) – Po
„I’m Still Here“ (von Sharon Jones & The Dap-Kings) – Miss Sharon Jones!
„Running“ (von Pharrell Williams) – Hidden Figures – Unerkannte Heldinnen

### Beste Kamera
Bill Pope – The Jungle Book
John Toll – Die irre Heldentour des Billy Lynn
Simon Duggan – Hacksaw Ridge – Die Entscheidung
Jani-Petteri Passi – Der glücklichste Tag im Leben des Olli Mäki
Linus Sandgren – La La Land
James Laxton – Moonlight

### Beste Visuelle Effekte
Robert Legato, Andrew R. Jones, Adam Valdez und Dan Lemmon – The Jungle Book
Joe Letteri, Ken McGaugh, Mark Gee und Kevin Andrew Smith – BFG – Big Friendly Giant
Mark O. Forker, Pavel Hristov, Michael Huber und Robert J. Bruce – Die irre Heldentour des Billy Lynn
Ryan Tudhope, Jonathan Rothbart, Vincent Cirelli – Deadpool
Stéphane Ceretti, Paul Corbould, Richard Bluff und Vincent Cirelli – Doctor Strange
Michael Owens, Mark Curtis, Bryan Litson und Jan Dubberke – Sully

### Bester Filmschnitt
John Gilbert – Hacksaw Ridge – Die Entscheidung
Tim Squyres – Die irre Heldentour des Billy Lynn
Steven Rosenblum – The Birth of a Nation – Aufstand zur Freiheit
Tom Cross – La La Land
Alexandre de Franceschi – Lion – Der lange Weg nach Hause
Joi McMillon und Nat Sanders – Moonlight

### Bester Tonschnitt
Peter Grace, Kevin O’Connell, Andy Wright und Robert Mackenzie – Hacksaw Ridge – Die Entscheidung
Gary Summers, Greg P. Russell, Jeffrey J. Haboush, Ethan Van der Ryn und Erik Aadahl – 13 Hours: The Secret Soldiers of Benghazi
Randy Thom, Dennis S. Sands, Brandon Proctor und Bjørn Ole Schroeder – Allied – Vertraute Fremde
Doug Hemphill und Ron Bartlett – Die irre Heldentour des Billy Lynn
Christopher Boyes, Lora Hirschberg, Ron Judkins und Frank E. Eulner – The Jungle Book
Andy Nelson, Ai-Ling Lee, Steven A. Morrow und Mildred Iatrou – La La Land

### Bestes Szenenbild
David Wasco – La La Land
Dan Hennah – Alice im Wunderland: Hinter den Spiegeln
Gary Freeman – Allied – Vertraute Fremde
Barry Robinson – Hacksaw Ridge – Die Entscheidung
Jean Rabasse – Jackie: Die First Lady
Christopher Glass – The Jungle Book

### Bestes Kostümdesign
Madeline Fontaine – Jackie: Die First Lady
Colleen Atwood – Alice im Wunderland: Hinter den Spiegeln
Courtney Hoffman – Captain Fantastic – Einmal Wildnis und zurück
Alexandra Byrne – Doctor Strange
Mary Zophres – La La Land
Eimer Ní Mhaoldomhnaigh – Love & Friendship

### Bestes Ensemble
Hidden Figures – Unerkannte Heldinnen
Mahershala Ali, Kevin Costner, Kirsten Dunst, Taraji P. Henson, Karan Kendrick, Janelle Monáe, Jim Parsons, Glen Powell, Octavia Spencer

## Gewinner und Nominierte im Bereich Fernsehen
| Serie/Film                          | N | A |
| ----------------------------------- | - | - |
| American Crime Story                | 4 | 2 |
| The Affair                          | 4 | 1 |
| Better Call Saul                    | 4 | 0 |
| Der lange Weg                       | 3 | 1 |
| The Night Manager                   | 3 | 1 |
| The Americans                       | 3 | 0 |
| Auf Treu und Glauben                | 3 | 0 |
| The Dresser                         | 3 | 0 |
| Outlander                           | 2 | 2 |
| The Crown                           | 2 | 1 |
| Orange Is the New Black             | 2 | 1 |
| Silicon Valley                      | 2 | 1 |
| Westworld                           | 2 | 1 |
| American Crime                      | 2 | 0 |
| Black-ish                           | 2 | 0 |
| Brooklyn Nine-Nine                  | 2 | 0 |
| Catastrophe                         | 2 | 0 |
| Game of Thrones                     | 2 | 0 |
| Lady Day at Emerson’s Bar and Grill | 2 | 0 |
| Mr. Robot                           | 2 | 0 |
| Orphan Black                        | 2 | 0 |
| Stranger Things                     | 2 | 0 |
| Unbreakable Kimmy Schmidt           | 2 | 0 |

### Beste Fernsehserie (Drama)
The Crown
The Affair
American Crime
The Americans
Better Call Saul
The Fall – Tod in Belfast
Mr. Robot
Poldark

### Beste Fernsehserie (Komödie/Musical)
Silicon Valley
Brooklyn Nine-Nine
Lady Dynamite
Love
Orange Is the New Black
Unbreakable Kimmy Schmidt
Veep – Die Vizepräsidentin

### Beste Genre-Serie
Outlander
Black Mirror
Game of Thrones
The Man in the High Castle
Orphan Black
Stranger Things
The Walking Dead
Westworld

### Beste Miniserie/Fernsehfilm
American Crime Story
Und dann gabs keines mehr
Auf Treu und Glauben
Churchill’s Secret
Close to the Enemy
Der lange Weg
Lady Day at Emerson’s Bar and Grill
The Dresser
The Night Of – Die Wahrheit einer Nacht

### Bester Darsteller in einer Serie (Drama/Genre)
Dominic West – The Affair
Rami Malek – Mr. Robot
Bob Odenkirk – Better Call Saul
Matthew Rhys – The Americans
Liev Schreiber – Ray Donovan
Billy Bob Thornton – Goliath

### Beste Darstellerin in einer Serie (Drama/Genre)
Evan Rachel Wood – Westworld
Felicity Huffman – American Crime
Sarah Lancashire – Happy Valley – In einer kleinen Stadt
Tatiana Maslany – Orphan Black
Winona Ryder – Stranger Things
Ruth Wilson – The Affair

### Bester Darsteller in einer Serie (Komödie/Musical)
William H. Macy – Shameless
Anthony Anderson – Black-ish
Will Forte – The Last Man on Earth
Rob Delaney – Catastrophe
Thomas Middleditch – Silicon Valley
Jeffrey Tambor – Transparent

### Beste Darstellerin in einer Serie (Komödie/Musical)
Taylor Schilling – Orange Is the New Black
Pamela Adlon – Better Things
Sharon Horgan – Catastrophe
Ellie Kemper – Unbreakable Kimmy Schmidt
Tracee Ellis Ross – Black-ish

### Bester Darsteller in einer Miniserie oder einem Fernsehfilm
Bryan Cranston – Der lange Weg
Cuba Gooding junior – American Crime Story
Tom Hiddleston – The Night Manager
Anthony Hopkins – The Dresser
Wendell Pierce – Auf Treu und Glauben
Courtney B. Vance – American Crime Story

### Beste Darstellerin in einer Miniserie oder einem Fernsehfilm
Sarah Paulson – American Crime Story
Lily James – Krieg und Frieden
Melissa Leo – Der lange Weg
Audra McDonald – Lady Day at Emerson’s Bar and Grill
Emily Watson – The Dresser
Kerry Washington – Auf Treu und Glauben

### Bester Nebendarsteller in einer Serie, Miniserie oder einem Fernsehfilm
Ben Mendelsohn – Bloodline
Hugh Laurie – The Night Manager
Jonathan Banks – Better Call Saul
Michael Kelly – House of Cards
Andre Braugher – Brooklyn Nine-Nine
Jared Harris – The Crown

### Beste Nebendarstellerin in einer Serie, Miniserie oder einem Fernsehfilm
Olivia Colman – The Night Manager
Maggie Siff – Billions
Rhea Seehorn – Better Call Saul
Maura Tierney – The Affair
Lena Headey – Game of Thrones
Alison Wright – The Americans

### Bestes Ensemble
Outlander
Caitriona Balfe, Simon Callow, Steven Cree, Rosie Day, Frances de la Tour, Laura Donnelly, Andrew Gower, Sam Heughan, Nell Hudson, Gary Lewis, Graham McTavish, Tobias Menzies, Dominique Pinon, Grant O’Rourke, Richard Rankin, Clive Russell, Sophie Skelton, Lotte Verbeek, Stephen Walters, Stanley Weber

## Neue Medien

### Bestes Sportspiel
NHL 17
FIFA 17
MLB The Show 16
Pro Evolution Soccer 2017
Mario & Sonic bei den Olympischen Spielen: Rio 2016

### Bestes Action/Adventure-Spiel
Dark Souls III
Battlefield 1
Dishonored 2: Das Vermächtnis der Maske
Overwatch
Titanfall 2

### Bestes Handyspiel
Mini Metro
FIFA Mobile
The Banner Saga 2
Retsnom
Komrad

### Beste Blu-ray (allgemein)
Outlander
Star Trek Beyond
Star Wars: Das Erwachen der Macht
Deadpool
Batman v Superman: Dawn of Justice

### Beste Blu-ray (Kinder)
Zoomania
Trolls
Findet Dorie
BFG – Big Friendly Giant
Pets